# Jan I van Arkel (1000-1034)
Jan I van Arkel (ca. 1000 - 1034) was (leen)heer van Arkel en Heukelom uit het eerste huis Arkel.
Hij was een zoon van Foppe van Arkel (ca. 970 - 1008, heer van Arkel en Heukelum, zou een kasteel in Arkel hebben gebouwd) en Maria van Oyen. Jan I huwde met Elisabeth van Cuijk (ca. 1010 - ca. 1030), een dochter van Willem van Cuijk. Jan stichtte rond 1020 een kerk te Leerbroek. Jan I vertrok naar het Heilige land vermoedelijk op pelgrimstocht om Jeruzalem te bezoeken. Vervolgens zou hij in Byzantijnse dienst getreden zijn en was hij aanwezig bij verscheidene acties tegen de Seltsjoek-Turken. Hij overleed tijdens een hinderlaag in Syrië. Hij werd opgevolgd door zijn zoon Jan II van Arkel.